# Greg Kramer
Greg Kramer (* 1961 in Hertfordshire, England; † 8. April 2013 in Montreal, Kanada) war ein kanadischer Schauspieler und Autor.
Kramer besuchte die Mountview-Theaterschule in London und kam 1981 nach Kanada. Hier war er überwiegend als Theaterschauspieler tätig und veröffentlichte drei Romane und eine Kurzgeschichtensammlung. Seit 1987 war er in zahlreichen Nebenrollen in Film und Fernsehen zu erleben. Im US-Blockbuster 300 von 2006 spielte er den "Ersten der Ephoren".

## Filmografie (Auswahl)
- 1987: Airwolf (Fernsehserie, 1 Folge)
- 1995: Nick Knight – Der Vampircop (Fernsehserie, 6 Folgen)
- 1997–1998: John Woo`s Die Unfassbaren (Fernsehserie, 11 Folgen)
- 1998: PSI Factor – Es geschieht jeden Tag (PSI Factor – Chronicles of the Paranormal, Fernsehserie, 1 Folge)
- 1999–2013: Erdferkel Arthur und seine Freunde (Stimme, Fernsehserie 14 Folgen)
- 2004: The Day After Tomorrow
- 2006: 300
- 2007: I’m Not There
- 2012: On the Road – Unterwegs (On the Road)